# Relaciones Chile-Tanzania
Las relaciones Chile-Tanzania son las relaciones internacionales entre la República de Chile y la República Unida de Tanzania.

## Historia

### sigloXX
Las relaciones diplomáticas entre Chile y Tanzania fueron establecidas el 12 de junio de 1971.

## Relaciones comerciales
En 2022, el intercambio comercial entre ambos países ascendió a los 10,2 millones de dólares estadounidenses, lo que supuso un 62% de crecimiento promedio anual en los últimos cinco años. Los principales productos exportados por Chile fueron gas butano y gas propano, mientras que Tanzania exportó mayoritariamente semillas de pepino, de tomate y algas frescas.

## Misiones diplomáticas
- La embajada de Chile en Kenia concurre con representación diplomática a Tanzania.[3]
- La embajada de Tanzania en Brasil concurre con representación diplomática a Chile.[3]